# Ivanivka, Slavuta
Ivanivka (în ucraineană Іванівка) este localitatea de reședință a comunei Ivanivka din raionul Slavuta, regiunea Hmelnîțkîi, Ucraina.

## Demografie
Componența lingvistică a localității Ivanivka
     Ucraineană (99,67%)
     Alte limbi (0,33%)
Conform recensământului din 2001, majoritatea populației localității Ivanivka era vorbitoare de ucraineană (99,67%), existând în minoritate și vorbitori de alte limbi.